# Haniffia flavescens
Haniffia flavescens är en enhjärtbladig växtart som beskrevs av Y.Y.Sam och Julius. Haniffia flavescens ingår i släktet Haniffia och familjen Zingiberaceae. Inga underarter finns listade i Catalogue of Life.